# Physostigma cylindrospermum
Physostigma cylindrospermum là một loài thực vật có hoa trong họ Đậu. Loài này được (Baker) Holmes miêu tả khoa học đầu tiên.